# عاصمة الثقافة العربية
عاصمة الثقافة العربية هي مبادرة لليونسكو على غرار عاصمة الثقافة الأوروبية، شرع في تطبيق فكرة عاصمة الثقافية العربية سنة 1996، وجاء ذلك بناءً على اقتراح للمجموعة العربية في اليونسكو خلال اجتماع اللجنة الدولية الحكومية العشرية العالمية للتنمية الثقافية (باريس ما بين 3 و7 يناير 1995) وفي الدورة الحادية عشرة لمؤتمر الوزراء المسؤولين عن الشؤون الثقافية في الوطن العربي والذي عقد بالشارقة في الإمارات العربية المتحدة (بين 21 و22 نوفمبر 1998).

تستند الفكرة إلى أن الثقافة هي عنصر مهم في حياة المجتمع ومحور من محاور التنمية الشاملة. وتهدف إلى تنشيط المبادرات الخلاقة وتنمية الرصيد الثقافي والمخزون الفكري والحضاري، وذلك عبر إبراز القيمة الحضارية للمدينة المستضيفة لفعاليات تظاهرة عاصمة الثقافية وتنمية ماتقوم به من دور رئيسي في دعم الابداع الفكري والثقافي تعميقاً للحوار الثقافي والانفتاح على ثقافات وحضارات الشعوب وتعزيز القيم، التفاهم والتآخي، التسامح واحترام الخصوصية الثقافية.

## عواصم ثقافية
| السنة | المدينة                       | الدولة                   | الموقع الرسمي                                                  |
| ----- | ----------------------------- | ------------------------ | -------------------------------------------------------------- |
| 1996  | القاهرة                       | مصر                      |                                                                |
| 1997  | تونس العاصمة                  | تونس                     |                                                                |
| 1998  | الشارقة                       | الإمارات العربية المتحدة |                                                                |
| 1999  | بيروت                         | لبنان                    |                                                                |
| 2000  | الرياض                        | السعودية                 |                                                                |
| 2001  | الكويت                        | الكويت                   |                                                                |
| 2002  | عمان                          | الأردن                   |                                                                |
| 2003  | الرباط                        | المغرب                   |                                                                |
| 2004  | صنعاء                         | اليمن                    |                                                                |
| 2005  | الخرطوم                       | السودان                  |                                                                |
| 2006  | مسقط                          | عُمان                     |                                                                |
| 2007  | الجزائر العاصمة (مقال تفصيلي) | الجزائر                  |                                                                |
| 2008  | دمشق                          | سوريا                    |                                                                |
| 2009  | القدس (مقال تفصيلي)           | فلسطين                   |                                                                |
| 2010  | الدوحة (مقال تفصيلي)          | قطر                      | doha2010.com.qa نسخة محفوظة 6 مارس 2010 على موقع واي باك مشين. |
| 2011  | سرت                           | ليبيا                    |                                                                |
| 2012  | المنامة (مقال تفصيلي)         | البحرين                  |                                                                |
| 2013  | بغداد                         | العراق                   |                                                                |
| 2014  | طرابلس                        | ليبيا                    |                                                                |
| 2015  | قسنطينة                       | الجزائر                  | qasantina2015.org                                              |
| 2016  | صفاقس                         | تونس                     | sfax2016.org                                                   |
| 2017  | الأقصر                        | مصر                      |                                                                |
| 2018  | وجدة                          | المغرب                   |                                                                |
| 2019  | بورتسودان                     | السودان                  |                                                                |
| 2020  | بيت لحم                       | فلسطين                   |                                                                |
| 2021  | إربد                          | الأردن                   |                                                                |
| 2022  | الكويت                        | الكويت                   |                                                                |

## مقالات ذات صلة
- عاصمة الثقافة الأوروبية
- عاصمة الثقافة الإسلامية

## وصلات خارجية
- عواصم الثقافة العربية.. وماذا بعد؟ الاحتفالات الثقافية لا تشبه كرنفالات الأولمبياد ولا ينتظر موعدها الجميع، مركز آفاق للدراسات والبحوث، 8 مارس 2013.